# Lista de rebatedores da Major League Baseball com quatro home runs em um jogo

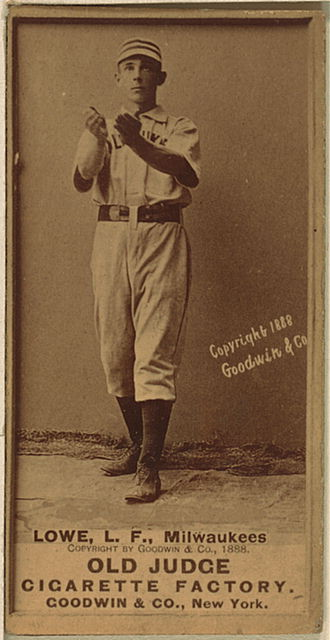
Bobby Lowe foi o primeiro jogador da MLB a rebater quatro home runs em um único jogo, em 1894.

Jornalistas do site Sporting News descrevem a façanha de rebater quatro home runs em um único jogo da Major League Baseball (MLB) como "a maior realização em jogo único no beisebol". Dezoito jogadores conseguiram o feito até o momento, o mais recente sendo J. D. Martinez do Arizona Diamondbacks em 4 de setembro de 2017 contra o Los Angeles Dodgers. Nenhum jogador desta lista conseguiu repetir a proeza assim como ninguém conseguiu rebater mais do que quatro em um jogo. Bobby Lowe foi o primeiro a rebater quatro home runs em um jogo, em 30 de Maio de 1894. Informações dão conta que os fãs ficaram tão empolgados que jogaram ao campo 160 dólares em moedas de prata ($4.400 em valores atuais) após seu quarto home run.
Estes jogos resultaram em outros recordes em jogos únicos por suas atuações extremamente ofensivas. Mark Whiten, por exemplo, empatou com Jim Bottomley por maior número de  corridas impulsionadas em um único jogo com 12 em seu jogo de quatro home runs. Shawn Green rebateu uma simples e uma dupla além de seus quatro home runs para um total de 19 bases, recorde da MLB. Ultrapassou a marca de 18 de Joe Adcock, que também é decorrência de um jogo com quatro home runs.
Chuck Klein, Pat Seerey e Mike Schmidt rebateram seus quatro home runs em jogos com entradas extras. Quatro home runs geram uma significativa força ofensiva, o que normalmente permite o time vencer, entretanto os times de Ed Delahanty e Bob Horner perderam seus respetivos jogos. No jogo de Ed Delahanty do Philadelphia Phillies dois dos quatro home runs foram inside-the-park home runs. Esta foi a única vez em que um dos quatro home-runs tenha sido um inside-the-park.
Scooter Gennett e Mark Whiten são os dois únicos jogadores em que um dos 4 home runs foi um grand slam.
Carlos Delgado foi o único que rebateu seus quatro home runs em um jogo em apenas quatro vezes no bastão.
Warren Spahn foi o arremessador da bola que Gil Hodges rebateu seu primeiro de quatro home runs, o único arremessador membro do Hall of Fame enfrentado em um jogo de quatro home runs. Hodges e Adcock são os únicos jogadores a rebater quatro home runs contra quatro diferentes arremessadores em um jogo. Lowe e Delahanty, por outro lado, são os únicos jogadores a rebater quatro home runs contra o mesmo arremessador: Ice Box Chamberlain e Adonis Terry respectivamente.
Mike Cameron rebateu seus quatro em 2 de Maio de 2002 e Green 21 dias mais tarde em 23 de Maio de 2002, o mais curto espaço de tempo entre estes tipos de jogos. Lowe e Seerey cada um, rebateram menos do que 100 home runs na duração de suas carreiras enquanto Willie Mays, com 660, rebateu mais do que qualquer outro jogador neste grupo. Ambos Mays e Schmidt são membros da  lista de jogadores com mais de 500 home runs.
Dos 11 jogadores elegíveis para o Hall da Fama e que rebateram quatro home runs em um jogo, cinco foram eleitos. Jogadores são elegíveis para o Hall da Fama se jogaram ao menos 10 temporadas da MLB, e estão aposentados por cinco temporadas ou falecido por ao menos seis meses. Estes requisitos deixam quatro jogadores inelegíveis, pois estão vivos ou jogaram nas últimas cinco temporadas, e um  (Seerey) que não jogou 10 temporadas na MLB. Nenhum jogador jamais rebateu quatro home runs em jogo de pós-temporada (o recorde é três e oito jogadores conseguiram a proeza: Babe Ruth (2 vezes) em 1926 e 1928, Bob Robertson em 1971,  Reggie Jackson em 1977, George Brett em 1978, Adam Kennedy em 2002, Adrián Beltré em 2011, Albert Pujols em 2011 e Pablo Sandoval em 2012).

## Campo
| Jogador         | Nome do jogador                                                              |
| Data            | Data do jogo                                                                 |
| Time            | O time do jogador na época do jogo                                           |
| Time oponente   | O time que sofreu os quatro home runs                                        |
| Placar          | Placar ficar do jogo, com o time do jogador em questão listado primeiramente |
| HRs na carreira | Número de HRs rebatidos pelo jogador em sua carreira                         |
| º               | Indica que os home runs foram na sequência da vez ao bastão                  |
| †               | Eleito para o Baseball Hall of Fame                                          |
| *               | Denota jogador ainda ativo                                                   |
| ‡               | Indica que o time do jogador perdeu o jogo                                   |

## Jogadores

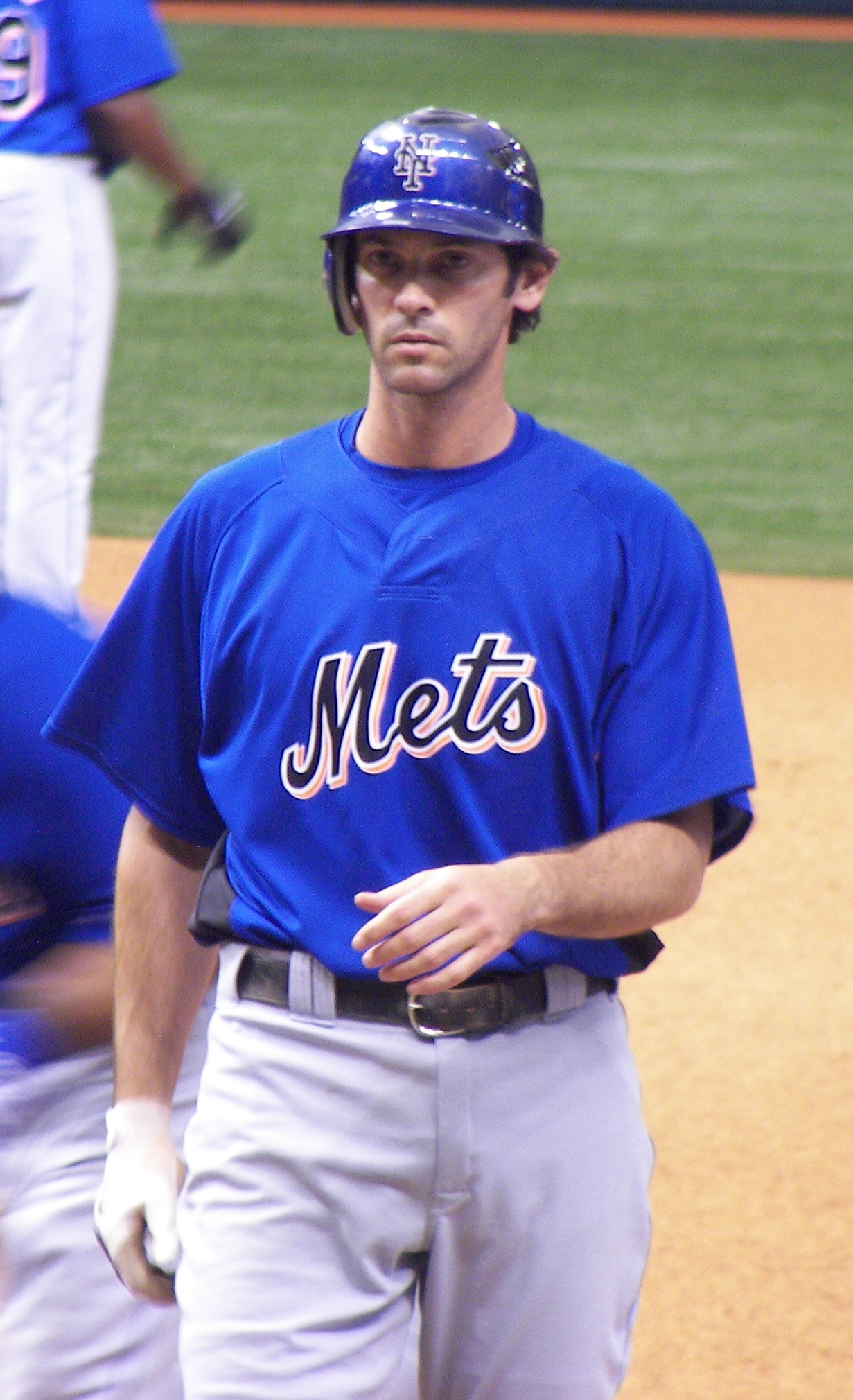
Shawn Green foi um dos dois jogadores a rebater quatro runs em um jogo em Maio de 2002. Green também rebateu uma dupla e uma simples no jogo, totalizando 19 bases, um recorde.

| Jogador           | Data                   | Time                  | Time oponente          | Placar | HRs na carreira | Ref(s)        |
| ----------------- | ---------------------- | --------------------- | ---------------------- | ------ | --------------- | ------------- |
| Bobby Loweº       | 30 de Maio de 1894     | Boston Beaneaters     | Cincinnati Reds        | 20–11  | 71              | [ 10 ]        |
| Ed Delahanty†     | 13 de Julho de 1896    | Philadelphia Phillies | Chicago Colts          | 8–9‡   | 101             | [ 11 ]        |
| Lou Gehrigº†      | 3 de Junho de 1932     | New York Yankees      | Philadelphia Athletics | 20–13  | 493             | [ 12 ]        |
| Chuck Klein†      | 10 de Julho de 1936    | Philadelphia Phillies | Pittsburgh Pirates     | 9–6    | 300             | [ 13 ]        |
| Pat Seerey        | 18 de Julho de 1948    | Chicago White Sox     | Philadelphia Athletics | 12–11  | 86              | [ 14 ]        |
| Gil Hodges        | 31 de Agosto de 1950   | Brooklyn Dodgers      | Boston Braves          | 19–3   | 370             | [ 15 ]        |
| Joe Adcock        | 31 de Julho de 1954    | Milwaukee Braves      | Brooklyn Dodgers       | 15–7   | 336             | [ 16 ] [ 17 ] |
| Rocky Colavitoº   | 10 de Junho de 1959    | Cleveland Indians     | Baltimore Orioles      | 11–8   | 374             | [ 18 ] [ 19 ] |
| Willie Mays†      | 30 de Abril de 1961    | San Francisco Giants  | Milwaukee Braves       | 14–4   | 660             | [ 20 ] [ 21 ] |
| Mike Schmidtº†    | 17 de Abril de 1976    | Philadelphia Phillies | Chicago Cubs           | 18–16  | 548             | [ 22 ] [ 23 ] |
| Bob Horner        | 6 de Julho de 1986     | Atlanta Braves        | Montreal Expos         | 8–11‡  | 218             | [ 24 ] [ 25 ] |
| Mark Whiten       | 7 de Setembro de 1993  | St. Louis Cardinals   | Cincinnati Reds        | 15–2   | 105             | [ 26 ] [ 27 ] |
| Mike Cameronº     | 2 de Maio de 2002      | Seattle Mariners      | Chicago White Sox      | 15–4   | 278             | [ 28 ] [ 29 ] |
| Shawn Green       | 23 De Maio de 2002     | Los Angeles Dodgers   | Milwaukee Brewers      | 16–3   | 328             | [ 30 ] [ 31 ] |
| Carlos Delgadoº   | 25 de Setembro de 2003 | Toronto Blue Jays     | Tampa Bay Devil Rays   | 10–8   | 473             | [ 32 ] [ 33 ] |
| Josh Hamilton*    | 8 de Maio de 2012      | Texas Rangers         | Baltimore Orioles      | 10–3   | 200             | [ 34 ] [ 35 ] |
| Scooter Gennettº* | 6 de junho de 2017     | Cincinnati Reds       | St. Louis Cardinals    | 13–1   | 66              | [ 36 ] [ 37 ] |
| J. D. Martinezº*  | 4 de setembro de 2017  | Arizona Diamondbacks  | Los Angeles Dodgers    | 13–0   | 160             | [ 38 ] [ 39 ] |